# Sukijaki
Sukiyaki (鋤焼, ali pogosteje すき焼き; [sɯ̥kijaki]) je japonska jed, ki je pripravljena in postrežena v slogu nabemono (japonska vroča posoda).
Sestavljena je iz mesa (običajno na tanke rezine narezane govedine), ki se počasi kuha ali duši na mizi, skupaj z zelenjavo in drugimi sestavinami, v plitvi železni posodi v mešanici sojine omake, sladkorja in mirina. Sestavine se običajno po kuhanju v loncu potopijo v majhno skledo surovih, stepenih jajc in nato pojedo.
Na splošno je sukijaki zimska jed in ga pogosto najdemo na bōnenkai, japonskih zabavah ob koncu leta.

## Sestavine
Za sukijaki se običajno uporablja tanko narezana govedina, čeprav je bila v preteklosti v nekaterih delih države (predvsem Hokaido in Niigata) priljubljena tudi svinjina.
Priljubljene sestavine, kuhane z govedino, so:
- Tofu (običajno pečen čvrst tofu).
- Negi (vrsta kapesant).
- Listnata zelenjava, kot sta kitajsko zelje in šungiku (venec listov kronske marjetice (Glebionis coronaria)).
- Gobe, kot sta šitake in zimska panjevka (Flammulina filiformis).
- Stekleni rezanci iz konjaka (Amorphophallus konjac) ali gomolja, kot so ito konjaku ali širataki rezanci.

Včasih dodajo kuhan pšenični udon ali moči (riževe pogače), običajno na koncu, da vpijejo juho.

## Priprava
Sukijaki je jed v enem loncu (nabemono), ki je bila razvita v obdobju Meidži. Različne regije imajo različne načine priprave sukijakija. Obstajata dva glavna sloga, kanto slog iz vzhodne Japonske in kansai slog iz zahodne Japonske.
Na kanto način se varišita (mešanica sakeja, sojine omake, sladkorja, mirina in dašija) prelije in segreje v loncu, nato se doda meso, zelenjava in druge sestavine ter skupaj duši. Pri sukijakiju v slogu kansai se meso najprej segreje v loncu. Ko je meso skoraj kuhano, dodamo sladkor, sake in sojino omako, nato pa nazadnje dodamo zelenjavo in ostale sestavine.
Uporabljena zelenjava in meso se med obema slogoma razlikujeta. Ker je bila govedina v preteklosti draga, je bila v severnih in vzhodnih regijah pogosta uporaba svinjine. Druge sestavine, dodane sodobnemu sukijakiju, vključujejo piščanca (tori-suki), ribe (uo-suki ali oki-suki), udon rezance (udon-suki), negi, gobe šitake, širataki in rahlo popečen tofu. V obeh slogih se kot omaka za pomakanje uporabijo surova jajca, postrežejo pa dušen riž s črnim sezamom.

## Zgodovina
O sukijakiju obstajajo različne tradicije. Nekatere zadevajo ime. Teorija o izvoru imena je iz besede suki (鋤), kar pomeni 'lopata' in jaki (焼き), ki je glagol 'žariti'. V obdobju Edo (1603–1868) so kmetje uporabljali suki za kuhanje stvari, kot so ribe in tofu. Vendar pa je sukijaki postal tradicionalna japonska jed v obdobju Meidži (1868–1912). Druga teorija pravi, da ime izhaja iz besede sukimi (剥き身), kar pomeni 'tanko narezano meso'.
Druga tradicija se nanaša na zgodovino sukijakija. Budizem je bil predstavljen na Japonskem v obdobju Asuka. Takrat je bilo ubijanje živali v nasprotju z budističnim zakonom. Prepovedano je bilo tudi uživanje govedine, saj je govedo veljalo za delovne živali. Vendar pa so ljudje lahko jedli meso v nekaterih posebnih okoliščinah, na primer, ko so bili bolni ali na posebnih dogodkih, kot je bōnenkai, zabava ob koncu leta. V obdobju Edo je bilo uživanje divjadi, kot sta merjasec in raca, običajno in ni bilo prepovedano. V 1860-ih, ko je Japonska odprla svoja pristanišča za tuje trgovce, so tujci, ki so prišli na Japonsko, uvedli kulturo uživanja mesa in nove načine kuhanja. Krave, mleko, meso in jajca so postali široko uporabljani, sukijaki pa je bil priljubljen način za njihovo postrežbo. Sprva so govedo uvažali iz sosednjih držav, kot je sukijaki verjetno izviral in postal priljubljen v regiji Kansai. Po velikem potresu v Kantoju leta 1923 so številne restavracije z govedino v Tokiu zaprli in veliko ljudi v Kantoju se je začasno preselilo na območje Osake. Medtem ko so bili prebivalci Kantoja v Osaki, so se navadili na kansajski slog sukijaki in ko so se vrnili v Kantō, so predstavili kansajski sukijaki slog, kjer je od takrat postal priljubljen. Govedina je glavna sestavina današnjega sukijakija.
Sukijaki je v 1930-ih postal pomemben v japonskih restavracijah v ZDA. Leta 1978 je W. L. Taitte v Texas Monthly izjavil, da je sukijaki »najbolj znana, a komajda najbolj značilna japonska jed«. Do 1980-ih je v ZDA sukijaki postajal nejasen, in je suši postajal vse pomembnejši.

## V popularni kulturi
Pesem iz leta 1961 Ue wo Muite Arukō je dobila alternativni naslov Sukijaki, da bi bila lahko kratka in prepoznavna japonska v angleško govorečih državah. Kljub naslovu besedilo nima nobene povezave s sukijakijem.
Švedski komik in pevec Povel Ramel je napisal pesem Sukiyaki Syndrome, v kateri stranka restavracije želi sukijaki. Obstaja več različic, vsaka z dolgim opisom, tako dolgim, da v trenutku, ko naroči katero od njih, zmanjka restavracije.

## Sorodne jedi
- Šabu-šabu je podoben; medtem ko sukijaki velja za slajšega, je šabu-šabu bolj slan. Meso šabu-šabu je še bolj tanko narezano in posamezne rezine mesa se kuhajo tako, da se potopijo v vrelo tekočino na mizi, medtem ko se sukijaki kuha v bolj enolončnem slogu.[6][7]
- Sukijaki v Laosu je v obliki sklede fižolovih rezancev, različne zelenjave, na tanke rezine narezane govedine in drugega mesa ali morskih sadežev, sukijaki omake in surovega jajca v goveji juhi. Sukijaki omaka je narejena iz kokosa, fermentiranega tofuja, tahinija, arašidovega masla, sladkorja, česna, limete in začimb.
- Tajski suki ali Thai sukijaki je zelo priljubljena vroča jed na Tajskem in vse bolj tudi v sosednjih državah. Kljub imenu je japonskemu sukijakiju le malo podobna.
- Vroči lonec
- Fondi